# West Pensacola
West Pensacola est une census-designated place située dans le comté d’Escambia, dans l’État de Floride, aux États-Unis. Sa population s’élevait à 21 339 habitants lors du recensement de 2010.

## Démographie
| 1970   | 1980   | 1990   | 2000   | 2010   | - |
| ------ | ------ | ------ | ------ | ------ | - |
| 20 924 | 24 371 | 22 107 | 21 939 | 21 339 | - |

## Source
- (en) Cet article est partiellement ou en totalité issu de l’article de Wikipédia en anglais intitulé « West Pensacola, Florida » (voir la liste des auteurs).